# Lymnas unxia
Lymnas unxia är en fjärilsart som beskrevs av William Chapman Hewitson 1852. Lymnas unxia ingår i släktet Lymnas och familjen Riodinidae. Inga underarter finns listade i Catalogue of Life.